# J1 League
J1 League (jap. 日本プロサッカー1リーグ Nippon Puro Sakkā 1 Rīgu;  lub w skróconej formie: J1リーグ Jē-wan Rīgu) – pierwsza w hierarchii ligowej klasa rozgrywkowa w piłce nożnej mężczyzn w Japonii. Zarządzana jest przez J.League. Sponsorem tytularnym jest japońskie przedsiębiorstwo ubezpieczeniowe Meiji Yasuda, przez co oficjalna nazwa brzmi Meiji Yasuda J1 League (jap. 明治安田生命J1リーグ). Pierwsze rozgrywki odbyły się w 1993, choć pomysł ten został już wysunięty w roku 1991, a pierwszym mistrzem została drużyna Verdy Kawasaki (obecnie Tokyo Verdy). Jest to najszybciej rozwijająca się profesjonalna liga na kontynencie azjatyckim.
Liga liczy 20 klubów. Co rok trzy drużyny spadają i awansują (trzecia awansuje przez baraże).
Mistrz Japonii automatycznie kwalifikuje się do Azjatyckiej Ligi Mistrzów. Najbardziej utytułowaną drużyną jest Kashima Antlers, która tryumfowała 8 razy.
Niższym poziomem ligowym od J1 League jest J2 League, J3 League oraz ligi regionalne. 

## Zarząd
- Prezes: Kenji Onitake
- Wiceprezes: Motoaki Inukai
- Dyrektor menedżer: Kazuki Sasaki
- Rada:
  - Masaru Suzuki
  - Yochi Kumachi
  - Takeo Hirata
  - Hiromu Ikeda
  - Hiroshi Ushijima
  - Masataka Kuba
  - Takanori Matsuzaki
  - Nobuyuki Kotake
  - Yuko Mitsuya
  - Yoko Mitsuya
  - Yasukai Muto
- Przedstawiciele sponsorów:
  - Kazuyuki Umino – Ventforet Yamanashi Sports Club Inc.
  - Kakeyuki Tatsuke – Sanyei Corporation

## Sędziowie główni
- Tsunomu Anazawa
- Masaki Iemoto
- Tōru Kamikawa
- Nobutsegu Marakami
- Kazyhiro Matsumra
- Hajime Matsuo
- Masayoshi Okada
- Kenji Ogiya
- Kazuhisa Osada
- Hiroshi Takayama
- Hirofumi Yamanashi
- Toshimitsu Yoshida

## Kluby
Lista drużyn i lata przystąpienia (uczestnictwa) do J1 League:
- 1993 - Kluby założyciele:

Kashima Antlers, Urawa Red Diamonds, JEF United Ichihara, Verdy Kawasaki, Yokohama Marinos, ←fuzja (w 1999)→ Yokohama Flügels, Shimizu S-Pulse, Nagoya Grampus Eight, Gamba Osaka, Sanfrecce Hiroszima
- 1994

Júbilo Iwata, Bellmare Hiratsuka
- 1995

Kashiwa Reysol, Cerezo Osaka
- 1996

Kyoto Purple Sanga, Avispa Fukuoka
- 1997

Vissel Kobe
- 1998

Consadole Sapporo
- 1999

Yokohama F.Marinos (Yokohama Marinos + Yokohama Flügels)

## Tabela
| Rok  | Mistrzowie          | Drugie miejsce       | Trzecie miejsce      |
| ---- | ------------------- | -------------------- | -------------------- |
| 1993 | Verdy Kawasaki      | Kashima Antlers      | Shimizu S-Pulse      |
| 1994 | Verdy Kawasaki      | Sanfrecce Hiroszima  | Kashima Antlers      |
| 1995 | Yokohama Marinos    | Verdy Kawasaki       | Nagoya Grampus Eight |
| 1996 | Kashima Antlers     | Nagoya Grampus Eight | Yokohama Marinos     |
| 1997 | Júbilo Iwata        | Kashima Antlers      | Yokohama Marinos     |
| 1998 | Kashima Antlers     | Júbilo Iwata         | Shimizu S-Pulse      |
| 1999 | Júbilo Iwata        | Shimizu S-Pulse      | Kashiwa Reysol       |
| 2000 | Kashima Antlers     | Yokohama F. Marinos  | Kashiwa Reysol       |
| 2001 | Kashima Antlers     | Júbilo Iwata         | JEF United Ichihara  |
| 2002 | Júbilo Iwata        | Yokohama F. Marinos  | Gamba Osaka          |
| 2003 | Yokohama F. Marinos | Júbilo Iwata         | JEF United Ichihara  |
| 2004 | Yokohama F. Marinos | Urawa Red Diamonds   | Gamba Osaka          |
| 2005 | Gamba Osaka         | Urawa Red Diamonds   | Kashima Antlers      |
| 2006 | Urawa Red Diamonds  | Kawasaki Frontale    | Gamba Osaka          |
| 2007 | Kashima Antlers     | Urawa Red Diamonds   | Gamba Osaka          |
| 2008 | Kashima Antlers     | Kawasaki Frontale    | Nagoya Grampus       |
| 2009 | Kashima Antlers     | Kawasaki Frontale    | Gamba Osaka          |
| 2010 | Nagoya Grampus      | Gamba Osaka          | Cerezo Osaka         |
| 2011 | Kashiwa Reysol      | Nagoya Grampus       | Gamba Osaka          |
| 2012 | Sanfrecce Hiroszima | Vegalta Sendai       | Urawa Red Diamonds   |
| 2013 | Sanfrecce Hiroszima | Yokohama F. Marinos  | Kawasaki Frontale    |
| 2014 | Gamba Osaka         | Urawa Red Diamonds   | Kashima Antlers      |
| 2015 | Sanfrecce Hiroszima | Gamba Osaka          | Urawa Red Diamonds   |
| 2016 | Kashima Antlers     | Urawa Red Diamonds   | Kawasaki Frontale    |
| 2017 | Kawasaki Frontale   | Kashima Antlers      | Cerezo Osaka         |
| 2018 | Kawasaki Frontale   | Sanfrecce Hiroszima  | Kashima Antlers      |
| 2019 | Yokohama F. Marinos | F.C. Tokyo           | Kashima Antlers      |
| 2020 | Kawasaki Frontale   | Gamba Osaka          | Nagoya Grampus       |
| 2021 | Kawasaki Frontale   | Yokohama F. Marinos  | Vissel Kobe          |
| 2022 | Yokohama F. Marinos | Kawasaki Frontale    | Sanfrecce Hiroszima  |
| 2023 | Vissel Kobe         | Yokohama F. Marinos  | Sanfrecce Hiroszima  |
| 2024 | Vissel Kobe         | Sanfrecce Hiroszima  | Machida Zelvia       |

## Najbardziej utytułowane kluby
| Klub                | Mistrzostwa | Wicemistrzostwa | Mistrzowie                                     | Wicemistrzowie               |
| ------------------- | ----------- | --------------- | ---------------------------------------------- | ---------------------------- |
| Kashima Antlers     | 8           | 3               | 1996, 1998, 2000, 2001, 2007, 2008, 2009, 2016 | 1993, 1997, 2017             |
| Yokohama F. Marinos | 5           | 5               | 1995, 2003, 2004, 2019, 2022                   | 2000, 2002, 2013, 2021, 2023 |
| Kawasaki Frontale   | 4           | 4               | 2017, 2018, 2020, 2021                         | 2006, 2008, 2009, 2022       |
| Júbilo Iwata        | 3           | 3               | 1997, 1999, 2002                               | 1998, 2001, 2003             |
| Sanfrecce Hiroszima | 3           | 3               | 2012, 2013, 2015                               | 1994, 2018, 2024             |
| Gamba Osaka         | 2           | 3               | 2005, 2014                                     | 2010, 2015, 2020             |
| Tokyo Verdy         | 2           | 1               | 1993, 1994                                     | 1995                         |
| Vissel Kobe         | 2           | 0               | 2023, 2024                                     |                              |
| Urawa Red Diamonds  | 1           | 5               | 2006                                           | 2004, 2005, 2007, 2014, 2016 |
| Nagoya Grampus      | 1           | 2               | 2010                                           | 1996, 2011                   |
| Kashiwa Reysol      | 1           | 0               | 2011                                           |                              |
| Shimizu S-Pulse     | 0           | 1               |                                                | 1999                         |
| Vegalta Sendai      | 0           | 1               |                                                | 2012                         |
| F.C. Tokyo          | 0           | 1               |                                                | 2019                         |

## Puchary

### ZdobywcyPucharu Cesarza[a]
Pogrubione zespoły wygrały dublet (mistrzostwo krajowe i puchar kraju).
- 1992[b] – Yokohama Marinos
- 1993 – Yokohama Flügels
- 1994 – Shonan Bellmare
- 1995 – Nagoya Grampus Eight
- 1996 – Verdy Kawasaki
- 1997 – Kashima Antlers
- 1998 – Yokohama Flügels
- 1999 – Nagoya Grampus Eight
- 2000 – Kashima Antlers
- 2001 – Shimizu S-Pulse
- 2002 – Kyoto Purple Sanga
- 2003 – Júbilo Iwata
- 2004 – Tokyo Verdy 1969
- 2005 – Urawa Reds Diamonds
- 2006 – Urawa Reds Diamonds
- 2007 – Kashima Antlers
- 2008 – Gamba Osaka
- 2009 – Gamba Osaka
- 2010 – Kashima Antlers
- 2011 – F.C. Tokyo
- 2012 – Kashiwa Reysol
- 2013 – Yokohama F. Marinos
- 2014 – Gamba Osaka
- 2015 – Gamba Osaka
- 2016 – Kashima Antlers
- 2017 – Cerezo Osaka
- 2018 – Urawa Reds Diamonds
- 2019 – Vissel Kobe
- 2020 – Kawasaki Frontale
- 2021 – Urawa Reds Diamonds
- 2022 – Ventforet Kofu
- 2023 – Kawasaki Frontale
- 2024 – Vissel Kobe

### Superpuchar Japonii (Puchar Xerox)
Rozgrywany jest między Mistrzem Japonii i zdobywcę Pucharu Cesarza na dwa tygodnie przed rozpoczęciem nowego sezonu ligowego.
| Rok  | Mistrz Japonii      | Wynik        | Zdobywca Pucharu Cesarza |
| ---- | ------------------- | ------------ | ------------------------ |
| 1994 | Verdy Kawasaki      | 2:1          | Yokohama Flügels         |
| 1995 | Verdy Kawasaki      | 2:2 (k. 4:2) | Bellmare Hiratsuka       |
| 1996 | Yokohama Marinos    | 0:2          | Nagoya Grampus Eight     |
| 1997 | Kashima Antlers     | 3:2          | Verdy Kawasaki           |
| 1998 | Júbilo Iwata        | 1:2          | Kashima Antlers          |
| 1999 | Kashima Antlers     | 2:1          | Shimizu S-Pulse          |
| 2000 | Júbilo Iwata        | 1:1 (k. 3:2) | Nagoya Grampus Eight     |
| 2001 | Kashima Antlers     | 0:3          | Shimizu S-Pulse          |
| 2002 | Kashima Antlers     | 1:1 (k. 4:5) | Shimizu S-Pulse          |
| 2003 | Júbilo Iwata        | 3:0          | Kyoto Purple Sanga       |
| 2004 | Yokohama F. Marinos | 1:1 (k. 2:4) | Júbilo Iwata             |
| 2005 | Yokohama F. Marinos | 2:2 (k. 4:5) | Tokyo Verdy 1969         |
| 2006 | Gamba Osaka         | 1:3          | Urawa Red Diamonds       |
| 2007 | Urawa Red Diamonds  | 0:4          | Gamba Osaka              |
| 2008 | Kashima Antlers     | 2:2 (k. 3:4) | Sanfrecce Hiroszima      |
| 2009 | Kashima Antlers     | 3:0          | Gamba Osaka              |
| 2010 | Kashima Antlers     | 1:1 (k. 5:3) | Gamba Osaka              |
| 2011 | Nagoya Grampus      | 1:1 (k. 3:1) | Kashima Antlers          |
| 2012 | Kashiwa Reysol      | 2:1          | F.C. Tokyo               |
| 2013 | Sanfrecce Hiroszima | 1:0          | Kashiwa Reysol           |
| 2014 | Sanfrecce Hiroszima | 2:0          | Yokohama F. Marinos      |
| 2015 | Gamba Osaka         | 2:0          | Urawa Red Diamonds       |
| 2016 | Sanfrecce Hiroszima | 3:1          | Gamba Osaka              |
| 2017 | Kashima Antlers     | 3:2          | Urawa Red Diamonds       |
| 2018 | Kawasaki Frontale   | 2:3          | Cerezo Osaka             |
| 2019 | Kawasaki Frontale   | 1:0          | Urawa Red Diamonds       |
| 2020 | Yokohama F. Marinos | 3:3 (k. 2:3) | Vissel Kobe              |
| 2021 | Kawasaki Frontale   | 3:2          | Gamba Osaka              |
| 2022 | Kawasaki Frontale   | 0:2          | Urawa Red Diamonds       |
| 2023 | Yokohama F. Marinos | 2:1          | Ventforet Kōfu           |
| 2024 | Vissel Kobe         | 0:1          | Kawasaki Frontale        |
| 2025 | Vissel Kobe         | 0:2          | Sanfrecce Hiroszima      |

### Zdobywcy Pucharu Ligi (Yamazaki Nabisco)
- 1992 – Verdy Kawasaki 1:0 Shimizu S-Pulse
- 1993 – Verdy Kawasaki 2:1 Shimizu S-Pulse
- 1994 – Verdy Kawasaki 2:0 Júbilo Iwata
- 1995 – Meczów nie rozegrano
- 1996 – Shimizu S-Pulse 3:3 (k. 5:4) Verdy Kawasaki
- 1997 – Kashima Antlers 2:1 Júbilo Iwata
- 1998 – Júbilo Iwata 4:0 JEF United Ichihara Chiba
- 1999 – Kashiwa Reysol 2:2 (k. 5:4) Kashima Antlers
- 2000 – Kashima Antlers 2:0 Kawasaki Frontale
- 2001 – Yokohama F. Marinos 0:0 (k. 3:1) Júbilo Iwata
- 2002 – Kashima Antlers 1:0 Urawa Reds Diamonds
- 2003 – Urawa Red Diamonds 4:0 Kashima Antlers
- 2004 – F.C. Tokyo 0:0 (k. 4:2) Urawa Red Diamonds
- 2005 – JEF United Ichihara Chiba 0:0 (k. 5:4) Gamba Osaka
- 2006 – JEF United Ichihara Chiba 2:0 Kashima Antlers
- 2007 – Gamba Osaka 1:0 Kawasaki Frontale
- 2008 – Oita Trinita 2:0 Shimizu S-Pulse
- 2009 – F.C. Tokyo 2:0 Kawasaki Frontale
- 2010 – Júbilo Iwata 5:3 (po dogrywce) Sanfrecce Hiroszima
- 2011 – Kashima Antlers 1:0 (po dogrywce) Urawa Red Diamonds
- 2012 – Kashima Antlers 2:1 (po dogrywce) Shimizu S-Pulse
- 2013 – Kashiwa Reysol 1:0 Urawa Reds Diamonds
- 2014 – Gamba Osaka 3:2 Sanfrecce Hiroszima
- 2015 – Kashima Antlers 3:0 Gamba Osaka
- 2016 – Urawa Red Diamonds 1:1 (k. 5:4) Gamba Osaka
- 2017 – Cerezo Osaka 2:0 Kawasaki Frontale
- 2018 – Shonan Bellmare 1:0 Yokohama F. Marinos
- 2019 – Kawasaki Frontale 3:3 (k. 5:4) Hokkaido Consadole Sapporo
- 2020 – F.C. Tokyo 2:1 Kashiwa Reysol
- 2021 – Nagoya Grampus 2:0 Cerezo Osaka
- 2022 – Sanfrecce Hiroszima 2:1 Cerezo Osaka
- 2023 – Avispa Fukuoka 2:1 Urawa Red Diamonds
- 2024 – Nagoya Grampus 4:3 Albirex Niigata

## Tytuły

### Królowie strzelców
- 1993 –  Ramón Díaz / Yokohama F. Marinos (28 bramek)
- 1994 –  Frank Ordenewitz / JEF United Ichihara Chiba (30 bramek)
- 1995 –  Masahiro Fukuda / Urawa Reds Diamonds (32 bramki)
- 1996 –  Kazuyoshi Miura / Tokyo Verdy 1969 (23 bramki)
- 1997 –  Patrick M’Boma / Gamba Osaka (25 bramek)
- 1998 –  Masashi Nakayama / Júbilo Iwata (36 bramek)
- 1999 –  Hwang Sun-Hong / Cerezo Osaka (24 bramki)
- 2000 –  Masashi Nakayama / Júbilo Iwata (20 bramek)
- 2001 –  Will / Consadole Sapporo (24 bramki)
- 2002 –  Naohiro Takahara / Júbilo Iwata (26 bramek)
- 2003 –  Ueslei / Nagoya Grampus Eight (22 bramki)
- 2004 –  Emerson / Urawa Red Diamonds (27 bramek)
- 2005 –  Araújo / Gamba Osaka (33 bramki)
- 2006 –  Washington / Urawa Reds Diamonds i Magno Alves / Gamba Osaka (po 26 bramek)
- 2007 –  Juninho / Kawasaki Frontale (22 bramki)
- 2008 –  Marquinhos / Kashima Antlers (21 bramek)
- 2009 –  Ryōichi Maeda / Júbilo Iwata (20 bramek)
- 2010 –  Ryōichi Maeda / Júbilo Iwata i  Joshua Kennedy / Nagoya Grampus (po 17 bramek)
- 2011 –  Joshua Kennedy / Nagoya Grampus (19 bramek)
- 2012 –  Hisato Satō / Sanfrecce Hiroszima (22 bramki)
- 2013 –  Yoshito Ōkubo / Kawasaki Frontale (26 bramek)
- 2014 –  Yoshito Ōkubo / Kawasaki Frontale (18 bramek)
- 2015 –  Yoshito Ōkubo / Kawasaki Frontale (23 bramki)
- 2016 –  Leandro / Vissel Kobe i  Peter Utaka / Sanfrecce Hiroszima (po 19 bramek)
- 2017 –  Yū Kobayashi / Kawasaki Frontale (23 bramki)
- 2018 –  Jô / Nagoya Grampus (24 bramki)
- 2019 –  Teruhito Nakagawa / Yokohama F. Marinos i  Marcos Júnior / Yokohama F. Marinos (po 15 bramek)
- 2020 –  Michael Olunga / Kashiwa Reysol (28 bramek)
- 2021 –  Leandro Damião / Kawasaki Frontale i  Daizen Maeda / Yokohama F. Marinos (po 23 bramki)
- 2022 –  Thiago Santana / Shimizu S-Pulse (14 bramek)
- 2023 –  Yūya Ōsako / Vissel Kobe i  Anderson Lopes / Yokohama F. Marinos (po 22 bramki)
- 2024 –  Anderson Lopes (24 bramki)

### Najlepsi piłkarze
- 1993 –  Kazuyoshi Miura / Verdy Kawasaki
- 1994 –  Pereira / Verdy Kawasaki
- 1995 –  Dragan Stojković / Nagoya Grampus Eight
- 1996 –  Jorginho / Kashima Antlers
- 1997 –  Dunga / Júbilo Iwata
- 1998 –  Masashi Nakayama / Júbilo Iwata
- 1999 –  Alex / Shimizu S-Pulse
- 2000 –  Shunsuke Nakamura / Yokohama F. Marinos
- 2001 –  Toshiya Fujita / Júbilo Iwata
- 2002 –  Naohiro Takahara / Júbilo Iwata
- 2003 –  Emerson / Urawa Red Diamonds
- 2004 –  Yūji Nakazawa / Yokohama F. Marinos
- 2005 –  Araújo / Gamba Osaka
- 2006 –  Marcus Tulio Tanaka / Urawa Red Diamonds
- 2007 –  Robson Ponte / Urawa Red Diamonds
- 2008 –  Marquinhos / Kashima Antlers
- 2009 –  Mitsuo Ogasawara / Kashima Antlers
- 2010 –  Seigo Narazaki / Nagoya Grampus
- 2011 –  Leandro Domingues Barbosa / Kashiwa Reysol
- 2012 –  Hisato Satō / Sanfrecce Hiroszima
- 2013 –  Shunsuke Nakamura / Yokohama F. Marinos
- 2014 –  Yasuhito Endō / Gamba Osaka
- 2015 –  Toshihiro Aoyama / Sanfrecce Hiroszima
- 2016 –  Kengo Nakamura / Kawasaki Frontale
- 2017 –  Yū Kobayashi / Kawasaki Frontale
- 2018 –  Akihiro Ienaga / Kawasaki Frontale
- 2019 –  Teruhito Nakagawa / Yokohama F. Marinos
- 2020 –  Michael Olunga / Kashiwa Reysol
- 2021 –  Leandro Damião / Kawasaki Frontale
- 2022 –  Tomoki Iwata / Yokohama F. Marinos
- 2023 –  Yūya Ōsako / Vissel Kobe
- 2024 –  Yoshinori Muto/ Vissel Kobe

## Obecne drużyny w J. League
- Albirex Niigata
- Avispa Fukuoka
- Cerezo Osaka
- F.C. Tokyo
- Fagiano Okayama
- Gamba Osaka
- Kashima Antlers
- Kashiwa Reysol
- Kawasaki Frontale
- Kyoto Sanga
- Machida Zelvia
- Nagoya Grampus
- Sanfrecce Hiroszima
- Shimizu S-Pulse
- Shonan Bellmare
- Tokyo Verdy
- Urawa Red Diamonds
- Vissel Kobe
- Yokohama F. Marinos
- Yokohama FC